# Bichoristes
Bichoristes là một chi ốc biển, là động vật thân mềm chân bụng sống ở biển trong họ Lepetellidae.

## Các loài
Các loài trong chi Bichoristes gồm có:
- Bichoristes wareni McLean, 1992[3]